# Estadio de Mendizorroza
Estadio de Mendizorroza (bask. Mendizorrotza futbol zelaia) – stadion piłkarski w Vitoria-Gasteiz w Hiszpanii. Został otwarty 27 kwietnia 1924 roku. Może pomieścić 19 840 widzów. Swoje spotkania rozgrywają na nim piłkarze klubu Deportivo Alavés.